# Rina Ketty
Rina Ketty, de son vrai nom Cesarina Picchetto, née le 1er mars 1911 à Sarzana (province de La Spezia, Ligurie, Italie) et morte à Cannes (Alpes-Maritimes, France) le 23 décembre 1996, est une chanteuse française d'origine italienne.
Elle est l'interprète de plusieurs chansons qui l'ont rendue célèbre : J'attendrai, Sombreros et Mantilles et Plaisir d'amour.

## Biographie

### Famille
On croit généralement que Rina Ketty est native de Turin ; cependant, elle est née en réalité à Sarzana, une petite ville de Ligurie près de La Spezia, le 1er mars 1911 dans le vieux quartier de la Vetraia (son certificat de baptême no 586 est conservé dans la paroisse de Saint André). Elle arrive à Paris dans les années 1930 pour y retrouver ses tantes. 

### Débuts
Elle découvre alors avec ravissement l'atmosphère de la commune libre de Montmartre. Elle commence à se produire dans les cabarets du quartier, en particulier en 1934 au Lapin Agile, où elle interprète des chansons de Paul Delmet, Gaston Couté, Théodore Botrel, Yvette Guilbert. En 1936, elle enregistre ses premiers morceaux dont La Madone aux fleurs, Près de Naples la jolie ou encore Si tu reviens, assez rapidement tombés dans l'oubli. En 1938, elle accède à la notoriété avec la reprise de succès italiens : Rien que mon cœur, qui obtient le Grand Prix du disque, Prière à la Madone.
Puis vient la consécration avec la chanson Sombreros et Mantilles dont la  musique est l'œuvre de l'accordéoniste Jean Vaissade, qu'elle épouse la même année, et les paroles de Chanty (pseudonyme de Léon Depoisier).

### La guerre et la consécration

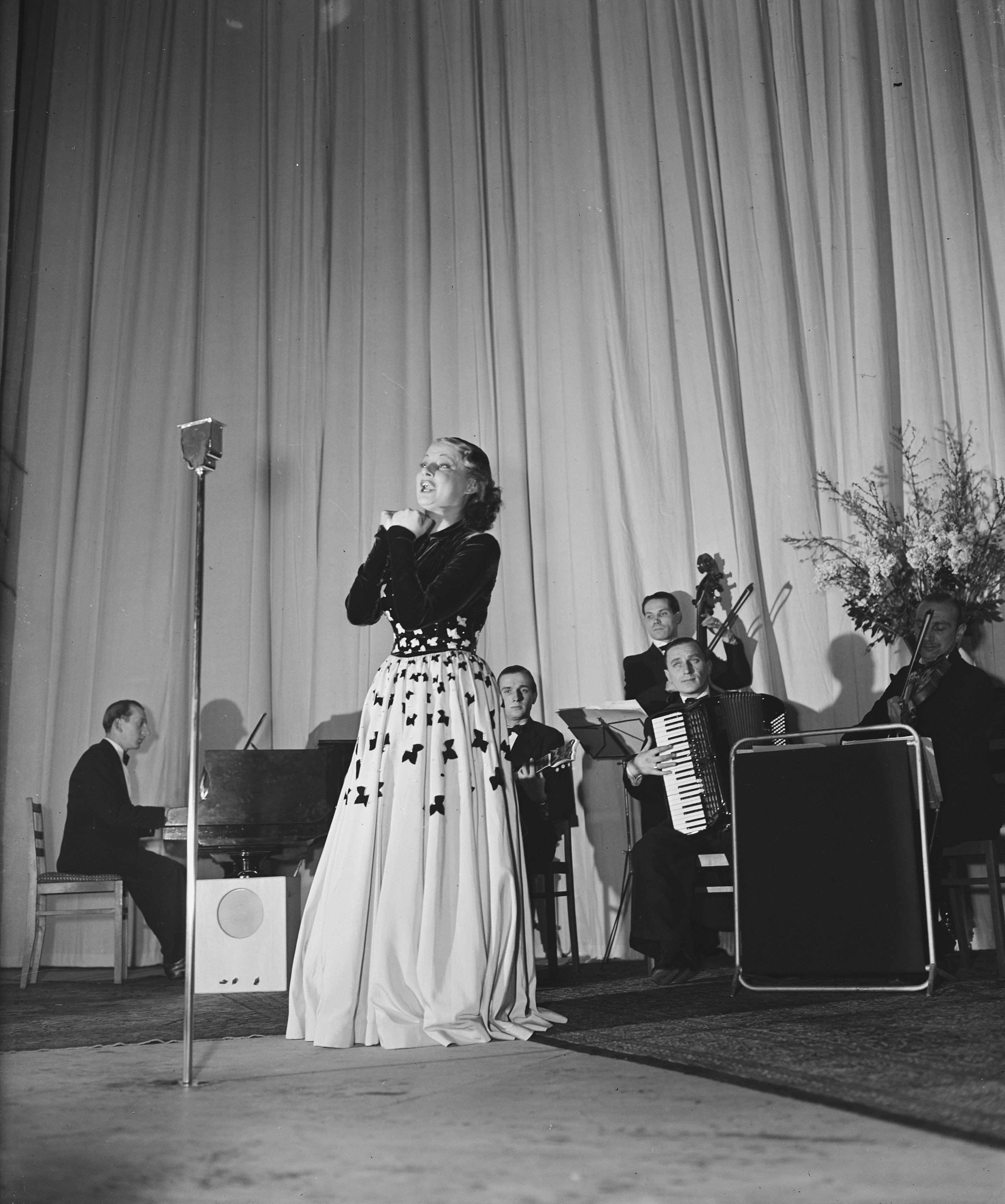
Rina Ketty en 1946.

En 1938, elle interprète le fameux J'attendrai, autre adaptation (paroles françaises de Louis Poterat) d'une chanson italienne écrite par Nino Rastelli (musique de Dino Olivieri), Tornerai, elle-même inspirée du chœur à bouche fermée de Madame Butterfly, de Puccini. Publiée en 78 tours Pathé, la chanson connaît un énorme succès et sera plus tard une des chansons emblématiques du début de la Seconde Guerre mondiale. Pour le moment, l'accent turinois qu'elle cultive fait merveille à la radio, mais aussi à l'ABC, à L'Européen (où elle se produit en 1938), à Bobino (en 1939). Plusieurs compositeurs écrivent en pensant à ce que son charmant phrasé apportera à leurs textes. Ainsi Paul Misraki (Rendez-moi mon cœur, sur le modèle de Sombreros et Mantilles mais collant plus près à l'actualité espagnole) ou encore Jean Tranchant (Pourvu qu'on chante). En juin 1939, Rina Ketty fait une incursion dans le classique avec Mon cœur soupire, adaptation du Voi che sapete, extrait des Noces de Figaro de Mozart. La même année, elle enregistre une version de Plaisir d'amour.
En 1940, elle divorce de Jean Vaissade. Compte tenu de son origine italienne, elle se fait prudemment oublier pendant le conflit, se produisant uniquement en Suisse. À la Libération, après une rentrée à l'Alhambra en 1945 et cinq mois de tournée en France, elle ne parvient pas à retrouver son rang de vedette d'avant-guerre.

### Après-guerre
Souvent décrite comme une « chanteuse exotique et sentimentale », elle est en effet supplantée dans le genre par Gloria Lasso, elle-même évincée ensuite par Dalida, qui reprendra le J'attendrai de Rina Ketty en version disco dans le cadre de l'album homonyme. Son répertoire compte pourtant de nouvelles chansons, comme Sérénade argentine (1948), La Samba tarentelle, La Roulotte des gitans (1950). Elle partira en 1954 s'installer au Canada une dizaine d'années, au Québec et en Ontario, ne chantant plus que son fameux Sombreros et Mantilles, dans des réserves autochtones et même chez les Inuits. Elle tente sans succès un retour sur scène en France, en 1965, se produisant notamment à Nice, puis au Don Camilo, en 1967, et au nouvel Alcazar, en 1968.
Remariée avec Jo Harman, Rina Ketty devient restauratrice à Cannes, montée du Suquet. En mars 1996, elle effectue une dernière apparition sur scène.

### Mort

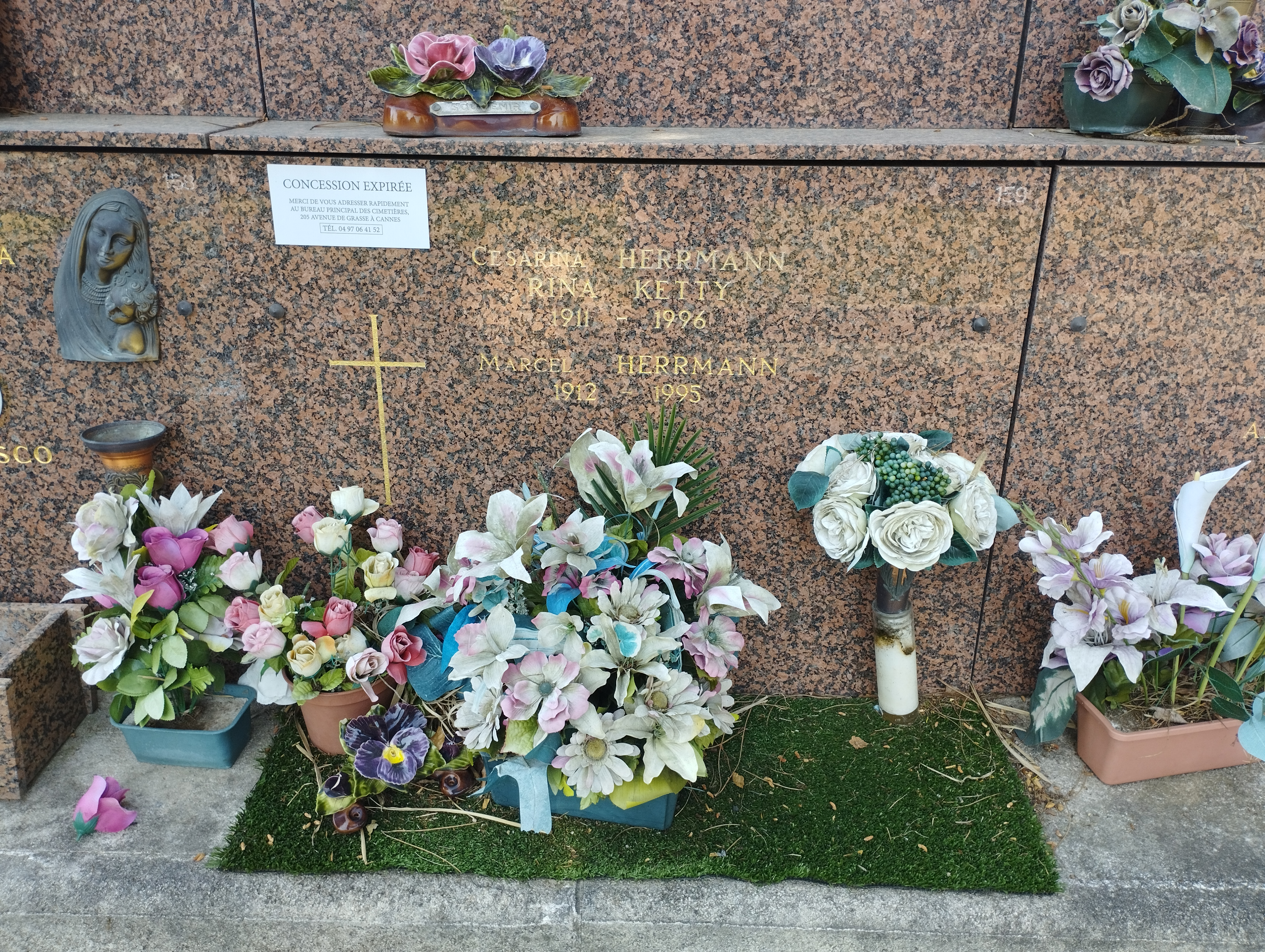
Tombe de Rina Ketty au cimetière Abadie à Cannes.

Elle meurt le 23 décembre 1996 à l'hôpital des Broussailles de Cannes et elle est inhumée dans le cimetière Abadie annexe de cette même ville. En 2022, sa tombe est menacée de reprise.

### Postérité
Près de soixante-dix ans après sa création, J'attendrai poursuit sa carrière, notamment au cinéma dans le film allemand de Wolfgang Petersen, Das Boot en 1981, dans la saison 6 épisode 3 de la série télévisée britannique Hercule Poirot (Agatha Christie's Poirot), dans la publicité (Renault, MEDEF).

## Liste des enregistrements de Rina Ketty
- 1936 : Si tu reviens (paroles et musique : Saint-Giniez et Tiarko Richepin)
- 1936 : La Madone aux fleurs (Paroles : Jacques Martel, Roger Vaysse. Musique : Jean Vaissade, Julien Latorre)
- 1936 : Près de Naples la jolie
- 1937 : Je n'ai qu'une maman (Paroles et musique : Jacques Martel, F. Bousquet, R. Vaysse)
- 1937 : Pourquoi loin de toi
- 1937 : Le Clocher d'amour
- 1937 : Rien que mon cœur
- 1937 : Reviens Picina Bella
- 1937 : Tarentelles en vendanges
- 1938 : Pour un beau voyage
- 1938 : Printemps d'amour (Paroles et musique Mauri et Maubon)
- 1938 : L'Amour que j'avais
- 1938 : J'attendrai (Paroles : Louis Poterat, N.Rastelli. Musique: Dino Oliveri)
- 1938 : Sombreros et Mantilles (Paroles : Chanty, musique : Jean Vaissade)
- 1938 : Hirondelle d'amour (paroles et musique : Di Lazzaro, adapté par Louis Poterat)
- 1938 : Tout s'efface
- 1938 : S'aimer à Venise
- 1938 : Pardonne-moi (paroles de Chanty, Musique A. Burli et P. Fontaine)
- 1938 : Dans les bras d'un matelot (H.-J. Bataille et A. Papera)
- 1938 : Berceuse du rêve bleu (paroles : Chanty, musique Jean Vaissade)
- 1938 : Le Clocher de mon village (Paroles et Musique : Rodor, Warms)
- 1939 : Nuits sans toi
- 1939 : Sérénade sans espoir
- 1939 : Fermons la porte
- 1939 : Montevideo (Fischer, Varna)
- 1939 : Rendez-moi mon cœur
- 1939 : Pourvu qu'on chante
- 1939 : Mon cœur soupire (Paroles : Lauret-Davon. Musique : Mozart)
- 1939 : Sérénade près de Mexico (Kennedy, Carr, Louis Poterat)
- 1939 : Sérénade sans espoir (Paroles : André Hornez, Musique: H. Hallifax, M. Vermax)
- 1939 : La Dernière Sérénade (Cavanaugh, Simon et Louis Poterat)
- 1939 : Chante encore dans la nuit (R. Caïrone, L. Ferrari, Syam, Viaud)
- 1940 : Le vent a chassé les nuages
- 1940 : Plaisir d'amour
- 1950 : Je t'aimerai (Paroles : Hubert Ithier. Musique : José Cana)
- 1950 : La Roulotte de gitans (Paroles : Fernand Bonifay. Musique : Guy Magenta)
- 1950 : Mama te quiero (Paroles et musique : Chico Roberti, C. Jollet, R. Desbois)
- 1955 : Chante encore dans la nuit
- 1955 : La Madone aux fleurs
- 1957 : Padre Don José / Fiesta Créole
- 1976 : J'attendrai / Sombreros et mantilles

## Distinctions
- Chevalier dans l'Ordre des Arts et des Lettres en 1991